# 레이 미스테리오
레이 미스테리오(Rey Mysterio, 1974년 12월 11일~)는 미국의 남자 프로레슬링 선수이다. 본명은 오스카 구티예레스 루시오 (Oscar Gutierrez Rubio)이다. 신장 168cm, 체중 85kg으로 체구가 작아서 순발력과 민첩성이 뛰어나고 화려한 기술등을 보유하고 있어 상당히 인기가 많은 선수이며, 특히 멕시코에서 인기가 높다.
1989년에 프로레슬링에 입문하였다. 피니쉬 기술은 자신의 고향 샌디에이고 지역번호를 딴 '619'이다. 사용 기술은 시티드 샌턴, 웨스트 코스트 팝(허리케인 러너 롤 업), 픽킹 더 타임(스프링보드 다이빙 스플래쉬), 프로그 스플래쉬 등이 있다. 그가 경기 때마다 쓰고 나오는 타이거 마스크 또한 그의 트레이드 마크이기도 하다. 2012년 7월 16일 WWE RAW에서 1년 만에 복귀하게 된다. 하지만 잦은 부상으로 인해 예전처럼 활발하게 선수 활동은 하지 못하고 있다가 결국 2015년 2월 27일을 끝으로 WWE에서 퇴사한다. 2015년 3월 15일에는 과거에 활약하던 멕시코 단체 AAA로 복귀하였고, 2016년에는 AAA의 미국 지부 루차 언더그라운드에서도 활약하지만 임금 체불 문제로 결별하였고 2016년 3월에는 미국의 MMA, 프로레슬링, 그래플링, 복싱 하이브리드 단체 UR 파이트 프로모션에서 10년만에 커트 앵글과 대결하였다.
2015년 3월 AAA에서 페로 아과요 주니어라는 선수한테 619를 시전하려고 했으나 이상한 낌새를 느낀 레이 미스테리오는 그 순간에서 페로 아과요 주니어 선수 머리 위로 부딪치지 않게 시전했다. 언론은 레이 미스테리오의 619를 맞고 사망했다고 언론플레이를 하였다. 임금 문제로 AAA와도 결별하게 되고 루차 언더그라운드도 떠나게 되었고, WCW 시절 동료 코난이 창설한 단체 더 크래쉬 루차 리브레에서 레이 미스테리오 619라는 링네임으로 활동 중이다. 2018년 로얄럼블에서 깜짝 등장하였으나 아쉽게도 탈락한다. 그리고 US 챔피언십 컨텐더를 정하는 경기에서 이겨서 도전권을 얻고 도전하여 A.J.스타일스와의 US챔피언십 매치에서 승리하여 US 챔피언에 오른다. 하지만 안드라데 시엔 알마스에게 US 챔피언십을 내준다.

## 수상
- WWE 챔피언 1회
- WWE 월드 헤비웨이트 챔피언 (구 버전) 2회
- WWE 인터콘티넨탈 챔피언 2회
- WWE 태그팀 챔피언 (구 버전) 4회
- WWE 스맥다운 태그팀 챔피언 1회
- WWE 유나이티드 스테이츠 챔피언 3회
- WWE 역사상 21번째 3관왕
- WWE 역사상 21번째 그랜드 슬램
- 2006년 WWE 로얄럼블 우승
- WWE 크루저웨이트 챔피언 (구 버전) 3회
- WCW 크루저웨이트 챔피언 5회
- WCW 크루저웨이트 태그팀 챔피언 1회
- WCW 월드 태그팀 챔피언 3회
- WWC 월드 주니어 헤비웨이트 챔피언 1회
- 멕시칸 내셔널 웰터웨이트 챔피언 1회
- 멕시칸 내셔널 트리오즈 챔피언 1회
- 2007년 AAA 명예의 전당 입성
- 루차 언더그라운드 트리오즈 챔피언 1회
- DWW 챔피언 1회
- HHW 라이트 헤비웨이트 챔피언 1회
- IWAS 태그팀 챔피언 1회
- 크래쉬 헤비웨이트 챔피언 1회
- WWA 웰터웨이트 챔피언 3회
- WWA 태그팀 챔피언 1회
- WWA 라이트웨이트 챔피언 3회
- 아이언맨 헤비메탈웨이트 챔피언 1회
- WWE 명예의 전당 헌액자 (2023년)